# Campanya de les Cent Flors
La Campanya de les Cent Flors (百花运动 en xinès simplificat; 百花運動 en xinès tradicional; Bǎihuā yùndòng en pinyin) fou un moviment dut a terme pel Partit Comunista de la Xina (PCX) i impulsat pel seu líder Mao Zedong. Va iniciar-se el 1957 amb l'objectiu de fomentar la crítica per part de la població a fi de rectificar els errors i promoure reformes de caràcter institucional (i també, d'altres àmbits com ara bé l'artístic). Aquesta campanya va acabar de manera abrupta l'any 1958 i posteriorment el PCX va iniciar el que es va conèixer com a moviment anti-dretà

## Context històric i socioeconòmic
El dia 1 d'octubre de 1949 naixia la República Popular de la Xina quan el líder nacionalista Chiang Kai-shek només controlava unes poques ciutats al sud del país. Es creen noves institucions i encara que existien altres partits no comunistes, com en tots els sistemes marxistes-leninistes es confonia estat i el PCX, essent Mao president de la república i del partit. Ben aviat comencen les reformes i es comencen a repartir terres confiscades a terratinents i membres del Kuomingtang fugitius i antics col·laboracionistes dels japonesos, seguint el principi de la terra per a qui la treballa. D'acord amb el centralisme democràtic els quadres i funcionaris del partit obeïen les instruccions de les altes instàncies del PCX i, lentament, s'afluixarà el rigor i es demana l'opinió dels buròcrates i de dirigents de l'escala inferior de la jerarquia i aquests comencen a parlar sobre el govern central. Mentre els intel·lectuals comencen a tornar a la Xina.
El Primer Pla Quinquennal es posa en marxa (1953-1957) i comencen a crear-se cooperatives dirigides a la col·lectivització creixent del camp mentre es permetia la propietat privada, fet que preocupava les autoritats comunistes, conscients que la propietat privada podia generar pràctiques capitalistes cada cop més importants.
La primera fase de la campanya de Les Cent Flors l'inicià Zhou Enlai, primer ministre. però no va donar gaire resultats, ja que pocs militants van abandonar la conducta prudent recordant antecedents que havien acabat amb represàlies. Llavors en una reunió del Politburó celebrada el 1956, Zhou s'esforça a estendre la campanya incorporant els intel·lectuals.
Arran del 8è del Congrés (1956), Mao veu que el seu lideratge es troba amb objeccions i, llavors, fa seva la idea de Zhou i tira endavant la campanya de les Cent Flors amb la consigna “Permeteu que cent flors floreixin i que cent escoles de pensament competeixin. amb aquesta política promoureu el progrés en les arts i les ciències i amb una cultura esclatant en la nostra terra”. Estava convençut que la ideologia capitalista estava de baixa i que amb aquesta campanya s'aniria cap a la supremacia de les idees socialistes.

## Els artistes i escriptors en la Campanya de les Cent Flors
Com en el cas de Stalin, Mao considerava que l'estètica oficial del socialisme s'havia de fonamentar en el realisme. En els seus “Discursos sobre la literatura i l'art” (Yan'an en pinyin, Zai Yan'an wenyi zuotanhui shang de jianghua) a Yenan el 1942 va indicar el camí a seguir de l'art: la ideologia marxista-leninista ho havia d'impregnar tot, per tant un autor no havia d'ignorar la lluita de classes que s'havia d'evidenciar en forma esquemàtica, calia apartar-se de l'individualisme i centrar-se en el col·lectiu. Les obres havien de ser didàctiques tot denunciant els explotadors dels temps passats i l'exaltació del treball manual. L'heroi podia ser una figura especial però reflectia els valors del grup, un exemple de sacrifici, valor i disposat a donar-ho tot per la causa. L'amor no havia de ser un tema central sinó un aspecte secundari, en tot cas una mostra d'amor proletari, de camperols disposats a tenir fills dedicats a construir una nova societat. Davant d'un futur millor, encara que fos al cap de moltes dificultats i penalitats l'optisme hi era present. L'autor havia d'oblidar el seu origen burgès o petit burgès i acostar-se a les masses i aprendre amb el sue contacte. En resum: un art al servei de la causa revolucionària.
L'abril de 1956 Mao anuncia el seu lema: “Que cent flors floreixin, que cent escoles competeixin” (baihua qifang, baihua zhengming), amb el qual s'animava els intel·lectuals a criticar els errors i proposar canvis. El 26 de maig de 1956 el director de propaganda del Comité Central, Lu Dingyi, va manifestar que hi havia altres opcions a més del realisme socialista però la cautela va ser la nota predominant (el cas de l'escriptor Hu Feng era molt recent) encara que van aparèixer algunes obres on es podia palpar les dificultats que imposava el nou règim en la vida de la gent. A començaments del 1957 Mao insisteix en la seva campanya malgrat els temor d'alguns líders del partit. Així, l'abril de 1957, el “Diari del Poble” (Renmin ribao) publica un editorial donant suport a la Campanya de les Cent Flors. S'inicia una campanya paral·lela (Campanya de Rectificació, en pinyin: “ Zhengfen yundong”, destinada a superar la burocràcia. L'estiu del 1957 comença una allau de crítiques que no es limitaran al partit; algunes apunten el mateix Mao. Gent com Wang Meng (escriptor) o Liu Binyan escriuen articles que causen una commoció. Es representa l'obra "La casa de te" (" Cha guan") de l'escriptor de caràcter dickensià, Lao She, on es critica el passat però també la nova societat. Mao creu, llavors, que l'experiència s'ha desbordat i s'inicia la campanya antidretana. Es calcula que entr mig milió i un milió d'artistes,intel·lectuals, tècnics i científics van sofrir les represàlies.

## Interpretacions de la Campanya de les Cent Flors
Mao era conscient que arran del triomf dels comunistes, amb la fugida a l'estranger d'intel·lectuals, científics i tècnics, el desenvolupament de la Xina es veuria molt perjudicat. I les universitats no proporcionaven suficient nombre de llicenciats i tècnics qualificats per a un progrés de l'economia. La dependència de la URSS era evident. Calia, doncs, guanyar-se els intel·lectuals (zhishi fenzi) i científics per la qual cosa es feia necessari un millor tracte. Els salaris s'incrementen i augmenten les facilitats per a aconseguir un habitatge. Fins i tot es permeten canvis en els vestits, deixant enrere la uniformitat i apareixen certes diversions qualificades de burgeses com les sales de ball. I es fa una crida al retorn dels exiliats a l'estranger. Altre motius per iniciar aquesta campanya era el temor que les vagues poloneses i la revolta popular hongaresa fossin un exemple a seguir per als xinesos del continent. Les Cents Flors serien una mena de vàlvula de seguretat davant una possible pressió popular. També s'ha de tenir en compte que el 1956 començava a l'URSS la desestalinització i l'inici d'una relativa obertura amb Nikita Khrusxov.
Una altra interpretació, com la que defensa l'escriptora Jung Chang casada amb l'historiador britànic John Hallyday, afirma que la campanya fou una maniobra maquiavèl·lica de Mao per “fer sortir les serps del seu cau” i que les “flors perfumades” eren inseparables de les “herbes verinoses”. Segons algun historiador Mao, en privat, comparava les crítiques amb ventositats; més endavant decidirien si havien arribat al punt de decidir si molestaven o no i llavors els dissidents serien marginats. S'ha de tenir en compte, però, que el pioner de la idea fou Zhou Enlai i no Mao.

## Conseqüències de la campanya
L'anàlisi de Mao es basava en la convicció que l'apertura que significava el moviment de les Cent Flors hauria de ser una espècie de prova o experiment sense riscs d'importància i que sobretot al final tot serien avantatges per a la política del PCX. Quan les crítiques comencen a multiplicar-se i en fer-se cada cop més intenses, Mao fa marxa endarrere s'inicia la persecució i càstig dels considerats elements decadents, burgesos i imperialistes, Mao es radicalitzarà i iniciarà una nova fase de la campanya antidretana l'estiu del 1959. La lluita per recuperar el poder que havia perdut arran del fracàs de la campanya del Gran Salt Endavant culminarà amb la Revolució Cultural en el seu pols contra els reformistes del partit.